# MTV Video Music Award para Melhor Vídeo de Afrobeats
O MTV Video Music Award para Melhor Vídeo de Afrobeats (no original em inglês, MTV Video Music Award for Best Afrobeats Video) foi apresentado pela primeira vez no MTV Video Music Awards de 2023. Asake, Ayra Starr e Burna Boy são os artistas com o maior número de indicações nesta categoria, com três cada.

## Vencedores e indicados

### Década de 2020
| Ano  | Vencedor(a)                       | Indicados | Ref.  |
| ---- | --------------------------------- | --- | ----- |
| 2023 | Rema e Selena Gomez – "Calm Down" | - Ayra Starr – "Rush" - Burna Boy – "It's Plenty" - Davido (com part. de Musa Keys) – "Unavailable" - Fireboy DML e Asake – "Bandana" - Libianca – "People" - Wizkid (com part. de Ayra Starr) – "2 Sugar"                                                                              | [ 2 ] |
| 2024 | Tyla – "Water"                    | - Ayra Starr (com part. de Giveon) – "Last Heartbreak Song" - Burna Boy – "City Boys" - Chris Brown (com part. de Davido e Lojay) – "Sensational" - Tems – "Love Me JeJe" - Usher e Pheelz – "Ruin"                                                                                     | [ 3 ] |
| 2025 |                                   | - Asake e Travis Scott – "Active" - Burna Boy e Travis Scott – "TaTaTa" - Moliy, Silent Addy, Skillibeng e Shenseea – "Shake It to the Max (Fly)" - Rema – "Baby (Is It a Crime)" - Tems e Asake – "Get It Right" - Tyla – "Push 2 Start" - Wizkid e Brent Faiyaz – "Piece of My Heart" | [ 4 ] |